# Peter Kürten
Peter Kürten (Mülheim, 1883. május 26. – Köln, 1931. július 2.) német sorozatgyilkos, aki a düsseldorfi rém és a düsseldorfi vámpír néven vált hírhedtté. Gyilkosságai és szexuális támadásai nagy részét 1929 februárja és novembere között követte el Düsseldorf városában. A gyilkosságok és támadások előtti évek során Kürten jelentős bűnlajstromra tett szert bűncselekményeivel, amelyek között szerepelt többek között gyújtogatás és gyilkossági kísérlet is. Beismerte egy kislány 1913-ban elkövetett meggyilkolását is Mülheim am Reinben és egy 17 éves lány meggyilkolását Düsseldorfban.
Karl Berg, a neves német pszichiáter, aki később könyvet írt Kürtenről, "a szexuális perverziók királyaként" jellemezte a férfit, akit 9 rendbeli gyilkosság és 7 gyilkossági kísérlet elkövetésében találtak bűnösnek, és 1931 áprilisában nyaktiló általi halálra ítéltek. Az ítéletet 1931. július 2-án hajtották végre.
Kürten a "düsseldorfi vámpír" néven vált ismertté, mert előnyben részesítette áldozatai torkának átharapását. Később megkapta a "düsseldorfi rém" becenevet, mert a bűncselekményeit Düsseldorfban és annak környékén hajtotta végre, és mert rendkívüli kegyetlenséget mutatott az áldozataival szemben.

## Gyermekkora
Peter Kürten 1883. május 26-án született Müllheimben egy igencsak szegény család harmadik gyermekeként (a család első két gyermeke még csecsemőkorában meghalt). A szüleivel egy egyszobás lakásban éltek, akik összesen tizenhárom gyereküket próbálták felnevelni, azonban mindketten alkoholistává váltak a kegyetlen életkörülmények miatt. Noha apja volt a kereső személy a családban és elegendő volt keresete a család eltartásához, az esti veszekedések és verések nem voltak ritkák a családban. A részeges apától gyakran kikaptak a gyerekek is, főleg az idősebbek, attól függetlenül, hogy megérdemelték-e vagy sem. Emiatt Peter nem azokat az erkölcsi normákat tapasztalta, amiket egy gyermeknek kellene. Előfordult, hogy a szülők kényszerítették a fiúkat, hogy végignézzék, amint közösülnek, egy idő után pedig az apa idősebb lányaival is megpróbálkozott, és többször is nemi erőszakot követett el rajtuk. Az egyre ismétlődő szexuális abúzusok következtében a rendőrség letartóztatta a férfit, a feleségének így lehetősége lett elválni tőle, majd a gyerekekkel együtt 1894-ben elköltözött Düsseldorfba.
Az otthonában látottak meglehetősen deformálták Peter Kürten szerelemről, szexről és a párkapcsolatokról alkotott képét. Az erőszakot az élet normális és elfogadható részének gondolta, olyannyira, hogy már öt éves korában megpróbálta megfojtani egyik játszótársát. Nem sokkal ezután elmenekült otthonról, mikor szemtanúja lett, ahogy apja durván összeveri édesanyját. A fiú, abbéli félelmében, hogy maga sem kerülheti el a súlyos fenyítést, elszökött otthonról. Csavarogni kezdett, majd összeismerkedett egy sintérrel, aki ugyanabban a házban lakott, mint Kürtenék. Eleinte csak szemlélte a kóbor állatok begyűjtését és kivégzését, de annyira megtetszett neki a dolog, hogy hamarosan saját szórakoztatására elkezdte módszeresen legyilkolni az állatokat.
Jó tanuló volt az iskolában, de bármennyire is igyekezett, az apjától csak verésre számíthatott. Mivel otthon csak verés várt rá, gyakran elszökött otthonról, éjszakára is kimaradt. Ilyenkor az utcákon próbált túlélni, koldulásból és lopásokból próbált megmaradni. Sajnos minden ilyen szökést követően a rendőrök elfogták és visszahurcolták a családi házba, ahol apjától kegyetlen megtorlásban volt része.

## Az első gyilkosságok
Kürten elmondása szerint az első gyilkosságokat kilencéves korában követte el. Egy nyáron két társával tutajt építettek és a Rajnán vízre szálltak. Egyre jobban a mélyebb rész felé tartottak, Kürten egyik társa pedig sírva könyörgött, hogy menjenek vissza, mert nem tud úszni. Kürten ekkor nevetve odalépett a fiúhoz, majd szó nélkül belökte a vízbe. Másik társa utánaugrott, hogy kimentse, de ekkor Kürten megragadta mindkettejük fejét, és nagy erővel a víz alá nyomta őket, amíg meg nem fulladtak. Miután megbizonyosodott arról, hogy a két fiú halott, nagy ricsajt csapott, hogy felfigyeljenek rá. A rendőrség a két halálesetet balesetnek könyvelte el, és nem is gyanakodtak arra, hogy valójában hidegvérű, szándékos bűncselekmény történt.

## Serdülőkora
Peter Kürten 13 éves korában kapcsolatot alakított ki egy vele egykorú lánnyal, aki megengedte neki, hogy levetkőztesse és simogassa, azonban minden olyan próbálkozásnak ellenállt, amely során Peter közösülni próbált vele. A fiatal fiú ennek következtében szexuális késztetésének enyhítésre a környező farmokat járta, ahol éjszakánként az ólakba behatolva rendszeresen perverz aktusokat folytatott az ott lévő disznókkal, juhokkal és kecskékkel is. Elmondása szerint, akkor volt a legintenzívebb szexuális kéjérzete, ha az orgazmus előtti pillanatban megszúrta a szerencsétlen állatokat. Egyre gyakrabban és egyre agresszívebben szúrta meg az állatokat ezért, azonban felhagyott ezzel a próbálkozásával, mikor egyik alkalommal rajtakapták. Nem sokkal később pedig megpróbálta megerőszakolni ugyanazt a nővérét, akit korábban az apja is molesztált és akinek megerőszakolása miatt korábban elítélték a férfit.
1897-ben Kürten apja tanácsára elszegődött egy munkáshoz tanoncnak. Ez a munka két évig tartott, majd Kürten ellopta munkaadója házában tartott összes megtakarítását, megközelítően 300 márkát, majd elköltözött otthonról. Koblenzbe költözött, itt megismerkedett egy nála két évvel idősebb prostituálttal és annak lányával. A nő otthonába fogadta a fiút és szexuális viszonyt folytatott vele. Az asszony mazochista volt, így arra kényszerítette a fiút, hogy az aktus során bántalmazza és fojtogassa őt. Ettől a pillanattól Peter Kürten szexuális szokásai végképp eltorzultak: többé soha nem volt képes rá, hogy erőszak nélkül folytasson nemi együttlétet. Amikor pletykák kezdtek terjengeni a szomszédban, a fiúnak mennie kellett, így Peter Kürten ismét az utcára került. Rablásokból tartotta el magát, ám alig két héttel később újra letartóztatták, betöréssel és lopással vádolták meg, és egy hónap börtönbüntetésre ítélték. 1899 augusztusában kiszabadult, és kisebb bűncselekményeket kezdett elkövetni, olyasmiket, amelyeket első letartóztatása előtt is elkövetett.

### Első ítéletek
Röviddel ezután, 1900-ban Kürtent csalás miatt letartóztatták. Ugyanebben az évben újra letartóztatták, ez alkalommal a vádirat kibővült 1899-es Düsseldorfban elkövetett rablásokkal, illetve egy lány lőfegyveres megtámadásában és meggyilkolásának kísérletével is. ennek következtében Kürtent 1900 októberében négy év börtönbüntetésre ítélték. Ezt a büntetést Dredendorfban, Düsseldorf egyik negyedében töltötte le.
Kürten 1904 nyarán szabadult, majd besorozták a német császári hadseregbe; gyalogezredi szolgálatot kapott, azonban már az első napon megszökött az alakulattól, és visszatért Düsseldorfba. 1904 őszén Kürten engedett új kísértésének, és gyújtogatásokba kezdett. Szénakazlakat, istállókra, elhagyott épületekre vetett csóvát, amelyet aztán a távolból figyelt, miközben várta a tűzoltók megérkezését. Elmondása szerint, minden ilyen alkalomkor intenzív szexuális izgalom lett úrrá rajta, különösen akkor, amikor a szénaboglyában alvó hajléktalanok sikoltozását is hallotta.
Dezertálása miatt Kürtent katonai hadbíróság elé állították, ahol dezertálás, többrendbeli lopás és lopási kísérlet vádjában találták bűnösnek (ez utóbbi vádak az abban az évben elkövetett bűncselekményekre vonatkoztak), majd az 1905 és 1913 közötti hét és fél évet ismét börtönben töltötte. Kürten a büntetését Münsterben töltötte, ahol azonban rendszeresen piszkálták, így szándékosan megszegte a szabályzatot, hogy magánzárkával büntessék. A magánzárka azonban tökéletes hely volt a perverz és groteszk fantáziálásokhoz. Későbbi vallomásából tudjuk, hogy ekkor kezdett felerősödni benne a bosszúvágy a társadalommal szemben. Gyakran fantáziált idegen emberek meggyilkolásáról, és azt tervezte, hogy szabadulása után felrobbant egy vasútszerelvényt, hogy több száz embert öljön meg. Ahogy fogalmazott: "Olyan intenzív örömöket okoztak nekem ezek a fantáziálások, mint másoknak egy meztelen nő látványa". Kürten főként önképzésre használta fel börtönben töltött éveket . Átolvasta a könyvtár teljes bűnügyi nyilvántartását, Kivételes emlékezőtehetségének hála a nyers modorú férfi megnyerő beszédképességgel és vonzerővel fejlődött tovább, és képessé vált, hogy idegen emberek előtt művelt, komoly ember benyomását keltse.
1921 áprilisában kiszabadult, és Altenburgba költözött, ahol egyik nővérénél és családjánál húzta meg magát. Kürten háborús veteránnak adta ki magát, így szánalmat ébresztett az emberekben. Egy gépgyárban talált állást, majd röviddel később megházasodott. Felesége hozzá hasonlóan szintén börtönviselt volt: korábban öt évet töltött börtönben, mert lelőtte a vőlegényét. A pár 1923-ban fogadott örök hűséget.

## További gyilkosságok
Az első bizonyított gyilkosságot Kürten 1913. május 25-én, a 30. születésnapját megelőző estén követte el. A Mülheim am Rhein-ben lévő fogadó, amely Peter Klein tulajdona volt, volt a férfi célpontja. Betört az épületbe, majd átkutatta a szobákat. Az egyik szobában a tulajdonos kilenc kislányára, az ágyában alvó Christine Kelin-re. Peter kihasználta a lehetőséget és rárontott a lányra, befogta a száját, lefogta és átkulcsolta a nyakát. A fojtogatást érezve Christine felébredt, de hiába is próbált védekezni, hamar elájult. Ekkor a férfi elővette zsebkését, és nekiesett a lány torkának. A serkenő vértől és a látványtól a férfi szexuális orgazmust élt át, megtörölte kezét, és kisietett a szobából. Olyannyira eufórikus állapotba került, hogy észre sem vette, ottfelejtette a monogramos zsebkendőjét. A kis híján lefejezett kislány tetemére alig tíz perc múlva bukkant az édesanyja.
Másnap Kürten visszatért a városba, és a Klein fogadóval szembeni kocsmában beült egy sörre, miközben figyelte a félelemtől összezavarodott embereket, akik a gyilkosságról beszéltek. Később azt mondta a nyomozóknak, hogy a helybeliek beszélgetésiben érzett undor, rémület és felháborodás miatt rendkívül elégedett és kielégült volt. Sőt, a Christine temetését követő hetekben Kürten többször is Mülheimbe utazott, ahol meglátogatta Christine sírját, hozzátéve, hogy miközben a sírt nézte, spontán magömlése támadt.
Két hónappal később – egy álkulcs segítségével – Kürten betört egy düsseldorfi lakásba. Mikor felfedezte az ágyban alvó, 17 éves Gertrud Frankent, puszta kézzel megfojtotta a lányt és s szájából feltörő vér láttán ejakulált. Kürtennek mind a Franken-mind pedig a Klein-gyilkosság helyszínéről sikerült észrevétlenül megszöknie.

## 1929
1929. február 3-án Kürten követni kezdett egy Apollonia Kühn nevű nőt. Utolérte, köszönt neki, majd elhaladt mellette – ám hirtelen megfordult, és előrántva egy ollót megragadta a nőt. „Ne sikítozz!” – utasította, miközben bevonszolta egy bokor mögé, ahol összesen 24 alkalommal szúrta meg az asszonyt a kihegyezett ollóval. A férfi ezután otthagyta vérbe fagyva és egy közeli mezőről figyelte az eseményeket. Mikor odasereglettek az emberek, Kürten ismét felizgult, és igazán azt sem bánta, hogy a nő túlélte, mert a pillanatnyi felhajtás is kielégítette a vágyait.
Február 6-án az esti órákban Kürten egy nagy méretű ollót vett magához, majd portyára indult, hogy újabb áldozatot találjon. Találomra bolyongott a város peremén, azonban nem talált megfelelő áldozatot. Ekkor figyelt fel egy kislányra, aki hangosan sírt. Kürten odalépett hozzá, vigasztalni próbálta, majd megkérdezte, miért sír. A nyolc éves Rose Ohliger elmesélte, hogy nem talál haza. Kürten megígérte, hogy hazaviszi, ehelyett egy templom mögé vezette, ahol rátámadt a gyermekre. Puszta kézzel megfojtotta, majd az ollóval nem kevesebb, mint tizennégy alkalommal szúrta meg, főként a mellkasán és a fején, majd miután ejakulált, spermáját egyik ujjával a kislány hüvelyébe kente. Ezután részleges erőfeszítéseket tett a holttest elrejtésére: bevonszolta egy sövény alá, majd néhány órával később egy petróleummal töltött sörösüveggel tért vissza a helyszínre, lelocsolta és felgyújtotta a gyermek holttestét. A lángok láttán ismét kielégült. Rose Ohliger holttestét másnap reggel fedezték fel a sövény alatt. A rendőrség értetlenül állt az eset előtt:  ruházata meg volt bolygatva, de a gyermek értékei nem tűntek el. A rendőrség ezúttal egy szadista kéjgyilkossal állt szemben. Bár átkutatták a helyszínt, nem találtak lábnyomokat. A holttest közelében talált sörösüveget – amely Kürten ujjlenyomatait voltak – pedig figyelmen kívül hagyták  mivel a templom mögé sok csavargó járt inni, így a palack jelenléte nem volt szokatlan a rendőröknek. Kürtennek tetszett a felhajtás, és többször is bekapcsolódott a felháborodott tömeg beszélgetéseibe.
Alig öt nappal Rose meggyilkolását követően, február 13-án meggyilkolt egy Rudolf Scheer nevű 45 éves hadirokkant szerelőt a Flinger Nord külvárosban. 21-szer szúrta meg, többek között a fején, a nyakán és a hátán. A férfit az árokba vonszolta, és sorsára hagyta. Scheer holttestének megtalálása után Kürten visszatért a helyszínre, és beszélgetni kezdett az ott intézkedő rendőrrel. Kürten imádta, hogy vele foglalkoznak, beszélnek róla, de a rendőrök nem tudnak min elindulni az ügyében. Élvezte a felhajtást.
Annak ellenére, hogy ez a három áldozat korban és nemben különbözött egymástól, az a tény, hogy a három bűncselekményt alkonyatkor, a Flingern városrész környékén követték el, mindhárom áldozat szúrt sérüléseket szenvedett, amelyek valószínűleg gyors egymásutánban keletkeztek, illetve a racionális motiváció (pl. rablás) is mindhárom esetben hiányzott, a nyomozók megállapították, hogy ugyanaz a tettes követte el mindhárom támadást. Ezen kívül az áldozatok rendszertelen kiválasztása arra a következtetésre sarkallta a kriminológusokat, hogy az elkövető teljesen más, szokatlanabb, mint a hasonló esetekben lenni szokott.
Noha Kürten 1929 március és július között négy nőt támadott meg. Állítása szerint az egyiket a Rajnába dobta. A következő bizonyított eset augusztus 11-én történt, amikor is megfojtott majd többször megszúrt egy fiatal nőt, Maria Hahnt – akit "házasságkereső lánynak" nevezett – és megbeszélték, hogy következő vasárnap randevúra viszi a Neander-völgybe. A Hahn társaságában töltött néhány óra után Kürten egy rétre csábította a lányt, hogy megölhesse. Később elismerte, hogy Hahn többször is könyörgött neki, hogy kímélje meg az életét, mialatt több alkalommal is fojtogatta, végül ollót rántott, és több alkalommal fejen és mellkason szúrta, majd a testre ülve várta, hogy meghaljon. Hahn körülbelül egy órával a támadás után halt meg. Attól tartva, hogy felesége összekapcsolhatja a ruhán lévő vért Hahn meggyilkolásával, a férfi egy kukoricás alá ásta a testet azzal a szándékkal, hogy néhány héttel később visszatérjen és a bomló holttestet keresztre feszítés gyanánt egy fához szegezze. Elmondása szerint ezzel sokkolni akarta a nyilvánosságot és undort akart kelteni az emberekben. Hahn teste azonban túl nehéznek bizonyult, hogy ezt végrehajtsa, így Kürten visszavonszolta a gyilkosság helyszínére, ahol egy sírt ásott és belefektette. Kürten ölelgetni és csókolgatni kezdte a testet, mielőtt elföldelte volna a város határában. Vallomásában elismerte, hogy többször is visszatért a sírhoz, hogy igazítson rajta, és minden alkalommal, amikor arra gondolt, mi fekszik a sírban, elégedettség töltötte el.
Három hónappal azután, hogy meggyilkolta Hahn-t, Kürten egy névtelen levelet küldött a rendőrségnek, amelyben beismerte a gyilkosságot, hozzátéve, hogy a nő maradványait egy mezőn temették el. Ez a levél elég részletesnek bizonyult ahhoz, hogy a nyomozók november 15-én megtalálják Hahn maradványait.
A Hahn-gyilkosság után Kürten fegyverét ollóról egy késre cserélte abból a célból, hogy meggyőzze a rendőrséget arról, hogy nem csak egy, hanem két elkövető felelős a bűncselekményekért. Augusztus 21-én kora reggel Kürten egymást követő támadások során véletlenszerűen megkéselt egy 18 éves lányt, egy 30 éves férfit és egy 37 éves asszonyt. Mindhárman súlyosan megsebesültek, és mindhárman azt állították a rendőröknek, hogy a támadó egy szót sem szólt hozzájuk, mielőtt megtámadta őket.
Három nappal később Kürten Flehe külvárosában, egy vásáron Kürten észrevette, hogy két fiatal testvér átsétál a vásár területén. Az idősebb lánynak, a 14 éves Luise Lenzennek pénzt adott és megkérte, hogy hozzon neki cigarettát. Amikor kettesben maradt a gyermek testvérével, az öt éves Gertrude Hamacherrel, a torkánál fogva felemelte a gyermeket, majd ájulásig fojtogatta, mielőtt elvágta a torkát. A testét ezután egy futónövényzetbe dobta, majd mikor Luise visszatért a cigarettával a helyszínre, Kürten őt is ájulásig fojtogatta, majd többször megszúrta, az egyik döfés az aortáját érte. Kürten megharapta, majd kétszer elvágta a torkát, és felitta a sebből kiömlő vért. A vizsgálat később kimutatta, hogy szexuálisan egyiküket sem bántalmazták, és az a tény, hogy Lenzen testétől mintegy hét méterre is találtak olyan lábnyomokat, amelyek tőle származtak, arra utalt, hogy a kislány megpróbált elmenekülni a támadó elől, mielőtt összeesett.
Másnap Kürten elcsábított egy Gertrude Schute nevű 27 éves cselédlányt, akit nyíltan arra kért, hogy szexeljen vele. „Inkább meghalok” – mondta a lány. Mire Kürten így felelt: „Hát akkor halj meg”. Majd tőrével többször fejen, nyakon, vállon és hátba szúrta a nőt. Schulte túlélte a támadást, bár a nyomozóknak nem tudott pontos személyleírást adni, azonban a férfi korát illetően tévedett: a rendőrségnek azt mondta, a harmincas évei elején járt, pedig Kürten akkor már elmúlt negyven éves is.
Kürten hamarosan két további áldozat meggyilkolását kísérelte meg – egyiket megpróbálta kötéllel megfojtani, a másikat megpróbálta agyonszúrni – szeptemberben, mielőtt úgy döntött, megváltoztatja elkövetési módját, és ezentúl kalapáccsal hajtja végre a támadásokat.
Kalapácsos támadások
Szeptember 30-án este Kürten a düsseldorfi vasútállomáson találkozott egy Ida Reuter nevű 31 éves cselédlánnyal. Rávette Reutert, hogy kísérje el egy kávézóba, majd sétáljanak át a helyi Hofgarte-en a Rajna partján. Ezen a helyen aztán kalapácsot rántott, amivel többször fejbe ütötte, majd megerőszakolta a nőt. Reuter magához tért, és könyörögni kezdett Kürtennek, hogy kímélje meg az életét. Kürten erre ismét megemelte a kalapácsot, és többször is újra megütötte. Tizenegy nappal később, október 11-én egy színház előtt találkozott egy Elizabeth Dörrier nevű 22 éves cselédlánnyal. Reuterhez hasonlóan Dörrier is beleegyezett abba, hogy elkíséri Kürtent egy italra egy kávézóba, mielőtt a pár vonattal Grafenbergbe utazott azzal a céllal, hogy sétáljanak a Kleine Düssel folyó partján. Itt Kürten hirtelen halántékon ütötte a nőt egy kalapáccsal, majd megerőszakolta a cselédet. Ezután a kalapáccsal többször is fejbe verte, és otthagyta a lányt. Elizabeth Dörrier másnap reggel 5.30-kor találták meg. Azonnal kórházba szállították, a lány azonban kómába esett, és a rá következő napon belehalt sérüléseibe.
Október 25-én Kürten két nőt támadott meg kalapáccsal, de mindketten túlélték; a második esetben ez csak azon múlott, hogy a támadás közben Kürten kalapácsának nyele eltört.
1929. november 7-én Kürten találkozott az öt éves Gertrude Albermannel Düsseldorf Flingern kerületében; a gyilkos rábeszélte a kislányt, hogy kísérje el egy elhagyatott földterületre, ahol puszta kézzel megfojtotta, egy ollóval megszúrta, majd mikor a lány teste földet ért, további 34 alkalommal mártotta az ollót a gyermek hasába és nemi tájékaiba, mielőtt a holttestét egy gyárfalhoz közeli csalánbokorba fektette.

## Nyomozás
1929 nyarának végére "A düsseldorfi vámpír" névre keresztelt sorozatgyilkos által elkövetett gyilkosságok és támadások komoly média-és nemzetközi figyelmet váltotta ki. A gyilkosságok puszta vadsága, az áldozatok eltérő háttere és a különböző módszerek, amelyekkel bántalmazták és/vagy meggyilkolták őket, mindezek következtében a rendőrség és a sajtó is hosszasan foglalkozott a gyilkosságokkal, és azt feltételezték, hogy minden bűncselekmény elkövetéséért egyetlen elkövető a felelős. 1929 végére a düsseldorfi rendőrség több mint 13 000 levelet kapott a lakosságtól. A környékbeli rendőri erők segítségével minden egyes nyomot követni kezdtek. A gyilkosságok ezen kollektív vizsgálatának eredményeként több mint 9000 személyt kérdeztek ki, további 2650 nyomot ellenőriztek le alaposan, és egy 900 000 névből álló listát állítottak össze a lehetséges elkövetőkkel kapcsolatban mint hivatalos gyanúsítottakat tartalmazó adatot.
Két nappal Gertrude Albermann meggyilkolása után egy helyi kommunista újság egy térképet kapott, amely az írója szerint felfedi Maria Hahn sírjának helyét. Ebben a rajzban Kürten pontosan elárulta, hol hagyta Albernmann holttestét ( amely aznap meg is kicsivel korábban találtak meg), leírva a holttest pontos helyzetét, amely szerint arccal lefelé található egy kupac tégla és törmelék között. A kézírás elemzéséből kiderült, hogy a levél szerzője ugyanaz az egyén volt, aki október 14-én egy névtelen levélben tájékoztatta a rendőrséget arról, hogy megölte Hahn-t, és a testét "az erdő szélén" temette el. Minden olyan levelet, amelyet Kürten eddig a rendőrséghez és az újságokhoz küldött, és amelyekben leírta a bűncselekményeit, valamint további támadásokkal és gyilkosságokkal fenyegetőzött, bebizonyosodott, hogy ugyanazon ember írta valamennyit, így Ernst Gennat, a berlini rendőrség főfelügyelőre kijelentette, hogy egy ember felelős a támadások és gyilkosságok nagy részében vagy lehet, hogy az összesben,
1930
Gertrude Albermann megtámadása bizonyult Kürten utolsó halálos kimenetelű támadásának, noha 1930 februárja és májusa között tovább nem halálos kimenetelű támadásokat is elkövetett, amelyek során kalapáccsal és fojtóhurok alkalmazásával támadt áldozataira, amely során nem kevesebb mint 10 gyilkossági kísérletet hajtott végre. Minden célpont túlélte a támadást, és a legtöbben egészen jó személyleírást adtak a támadóról a rendőrségnek.
1930. május 14-én egy ismeretlen személy megállította a 20 éves Maria Budlick nevű lányt a düsseldorfi vasútállomáson. Budlick azért utazott Kölnből Düsseldorfba, hogy szállást és munkát találjon magának, és az ismeretlen felajánlotta, hogy mutat neki egy szállást. Budlick beleegyezett és követni kezdte a férfit, ám a nőn félelem lett úrrá, amikor a férfi kérte, hogy kövesse egy sötét parkon át. Mivel Maria olvasta az újságot és hallott a támadásokról, félelem lett úrrá rajta, és nem követte tovább a férfit, aki ekkor vitatkozni kezdett. Ekkor egy másik férfi lépett oda hozzájuk, és megkérdezte Budlickot, zavarja-e a férfi társasága. Amikor a bólintott, a férfi szótlanul elsétált. A Maria Budlick számára segítséget nyújtó férfi nem más volt, mint Peter Kürten.
Kürten meghívta rémült és feszült lányt a Mettmanner Straße utcai lakására enni és inni, mielőtt Budlick – kedvesen fogadta Kürten nagylelkűségét – hogy nem akar vele szexelni. Kürten nyugodtan elfogadta a lány akaratát, és felajánlotta, hogy elkíséri Budlickot egy szállodába. Azonban ehelyett Grafenburg erdőbe vezette a lányt, ahol a torkát megragadva rátámadt és megpróbálta megfojtani, miközben megerőszakolta. Amikor Budlick sikítozni kezdett, Kürten elengedte a lány torkát, és hagyta, hogy távozzon. Maria egy helyi leányotthonban nyert menedéket. A fiatal lány levelet írt barátnőjének, amelyben leírta félelmetes élményét, azonban a postán felnyitották a levelet, majd az a rendőrség kezére került, Gennat felügyelő asztalára. A felügyelő feltételezte, hogy Budlick támadója a düsseldorfi rém lehetett, így felkereste a lányt, aki elmondta, hogy szerinte Kürten kímélte meg az életét, mert sikerült elhitetnie vele, hogy nem emlékszik a lakcímére. Beleegyezett, hogy a rendőrökkel elvezeti Kürten otthonához, a Mettmanner Utcára. Amikor az épület tulajdonosa beengedte őket a 71. lakásba, a lépcsőházban összetalálkozott a férfival – azonban nem ismerte fel a gyilkost. Amikor a detektívek kikérdezték a lakókat, azok nyugodt, csendes életet élő, visszavonult férfiként írták le Kürtent. A bűnügyi nyilvántartás azonban gyanút ébresztett a nyomozókban, akik megmutatták a férfi rabosítási fényképét Gertrude Schulténak, aki rögtön felismerte támadóját.

## Letartóztatása és vallomása
Noha Kürten nem volt otthon, amikor Budlick és Gennat főfelügyelő átkutatták az ingatlanját, hazatértekor az épület folyosóján észrevette a két embert, így azonnal elmenekült otthonról. Tudta, hogy kiléte már ismert a rendőrség előtt, és feltételezte, hogy képesek összekapcsolni őt a düsseldorfi vámpír által elkövetett bűncselekményekkel ha csak közvetetten is. Felesége azonban megkérdezte, hogy ő támadta-e meg, így Kürten bevallotta a feleségének, hogy igen, ő erőszakolta meg Maria Budlickot, amely bűntettért akár 15 évre is rács mögé zárhatják. Felesége beleegyezésével szállást talált Düsseldorf Adlerstraße kerületében, és csak május 23-án tért haza saját otthonába. Végül hazatérve leültette a feleségét, és bevallotta, hogy ő a rettegett Düsseldorfi vámpír. Kürten majd két órán keresztül sorolta bűneit: beszámolt a gyermekek meggyilkolásáról, a cselédlányok lemészárlásáról, a Rudolf Scheer ellen elkövetett támadásról,feltárta teljes bűnlajstromát. Kürtenné holtra rémülve nézett férjére. Azt javasolta, hogy ölje meg magát és ölje meg őt is, hogy véget vessen a borzalmas gyilkosságsorozatnak. Kürten azonban nem akart meghalni. Megígérte, hogy elhagyja a várost, messzire utazik, és soha többé nem bukkan fel a környéket. Ezután meggyőzte a feleségét, hogy adja fel őt a rendőrségen, hogy megkapja a nyomravezetői jutalmat. Az asszony nehezen, de beletörődött, majd megbeszéltek egy utolsó találkozót, melyen az asszony pénzt ad át férjének.
Auguste Kürtent másnap felkereste a rendőrség. A nyomozóknak tett vallomásában Kürtenné kifejtette, hogy bár tudta, hogy a férje többszörösen büntetett előéletű, ragaszkodott ahhoz, hogy semmit nem tudott a gyilkosságokról. Hozzátette, hogy a férje bevallotta bűnösségét a düsseldorfi gyilkosságokkal kapcsolatban, egyszersmind elárulta a tervezett találkozó helyét és idejét.
Másnap délelőtt Peter Kürten megjelent a Rókus templom előtt. Feleségét kutatta, azonban civil ruhás nyomozók tucatjai csaptak le rá, fegyvert szegeztek rá és letartóztatták a férfit.
Peter Kürten az első pillanattól kezdte roppant készségesnek bizonyult, fotografikus memóriája okán részletesen leírta a szörnyűségeket, amelyeket elkövetett. Minden gyilkosságot bevallott, felfedte a holttestek helyét, illetve elmondta, mit érzett, mikor ölésre vetemedett. Természetesen megkérdezték tőle, miért nem végzett az utolsó áldozatával, hiszen tudatában volt, hogy túlélő, és könnyedén azonosíthatja. A férfi csak mosolygott, szerinte ugyanis a nő nem jelentett veszélyt rá, egy pillanatig sem gondolta, hogy hisznek a nő szavának, vagy egyáltalán feljelentheti őt. A legfőbb érve pedig az volt, hogy Maria nem tanúsított ellenállást, így gyenge személyiségnek gondolta.
Kürten beismerte bűnösségét, elismerte, hogy ő a düssldorfi vámpír. Beismerte továbbá Christine Klein és Gertrud Franken 1913-ban elkövetett meggyilkolását, amely azóta megoldatlan volt. Kürten összesen 68 bűncselekményt vallott be, köztük 10 gyilkosságot és 31 gyilkossági kísérletet. Nem próbálta mentegetni a tetteit, hanem az átélt igazságtalanságokkal magyarázta azokat. Ennek ellenére végig kitartott amellett, hogy egyik gyermekkorú áldozatát sem kínozta meg. Kürten mind a nyomozóknak, mind pedig a pszichiátereknek is elismerte, hogy áldozatai vérének látványa sok esetben elegendő volt ahhoz, hogy orgazmust érhessen el, és hogy alkalmanként ha magömlést tapasztalt egy nő megfojtása közben. Azt állította, hogy egyik áldozatának a nyakából, másiknak a nemi szervéből itta meg annak vérét. Egyik esetben, Maria Hahn esetében annyi vért ivott, hogy állítása szerint nem sokkal utána kihányta. Kürten továbbá beismerte, hogy 1930 tavaszán lefejezett egy hattyút, és a nyaki csonkból itta meg az állat vérét, amely során sikerült ejakulálnia.

## Pszichológiai vizsgálat
Miközben Kürten a tárgyalására majd később a kivégzésére várt, Dr. Karl Berg hosszas beszélgetéseket folytatott a férfival. Ezekben a beszélgetésekben Kürten kijelentette Dr. Bergnek, hogy a bűncselekmények bármilyen formájának elsődleges motivációja a szexuális élvezet volt, és hogy ezt az élvezetet csakis erőszakos képek-és cselekedetek által volt képes elérni. Fantáziálásokkal és maszturbációval – különösen akkor, amikor el volt szigetelve a többi embertől.
Támadásainak és gyilkosságainak többségét akkor követte el, amikor a felesége esténként dolgozott, és a Kürten által az áldozatokon ejtett sebek száma is arról tanúskodott, hogy mennyi ideig tartott, míg Kürten kielégült. Ezen kívül az áldozatok vérének tényleges látványa is szexuális ingerlésként hatott rá. Kürten továbbá kifejtette dr. Bergnek, hogy az egyes támadások előtt tapasztalt frusztrációt és dühöt a bűntény elkövetését követően nyugalom és megkönnyebbülés váltotta fel.
A támadások során használt fegyverek megválasztásánál Kürten hangsúlyozta, hogy azért váltott fegyvert, hogy ezzel is szándékosan megtévessze a nyomozókat, hogy azok úgy gondolják, nem csak egy elkövetőt keresnek. Az általa használt fegyverek szempontjából azonban fontos volt, hogy lássa az áldozatok vérét. Kürten alaposan kifejtette: "Akár kést, ollót vagy kalapácsot használtam, csak azért tettem, hogy lássam a vérüket. Maga az eszköz azonban releváns maradt számomra. A kalapácsütések után az áldozatok gyakran még mozogtak és vergődtek, de ezt nem tették annyira, amikor fojtogattam őket." Kürten azt is felfedte, hogy bár időnként behatolt a nők nemi szerveibe, azt csupán azért tette, hogy a bűncselekményeik indítékait nemi erőszakként színlelje. Azt is beismerte, hogy azok az áldozatai, akiket később fojtogatni kezdett, sokan csak azért élték túl a támadást, mert már a kezdeti szakaszban orgazmusa lett.
Kürten azonban önmaga később visszavonta ezen állításait, és Dr. Bergnek, mind pedig a jogi vizsgálóknak is kijelentette, hogy minden bűncselekmény indítéka az volt, hogy visszavágjon a társadalomnak azért, mert szerinte igazságtalanul bántak vele a börtönben, és hogy megtorolja a gyermekkorában elszenvedett elhanyagolásokat és bántalmazásokat. Ezek a vágyak akkor alakultak ki a fejében, amikor hosszabb időre magánzárkában raboskodott. Kürten elmagyarázta, hogy szándékosan megszegte a börtönszabályzatot, hogy magánzárkával büntessék, hogy beleélhesse magát a pszichoszexuális fantáziáiba. Dr. Berg és a jogi szakértők véleménye ellenére Kürten tagadta, hogy szexuálisan molesztálta volna női áldozatait, vagy hogy simogatta vagy kézzel behatolt volna a nemi szervükbe, miközben szurkálta, ütötte, fojtogatta vagy összeverte a testüket, bár a tárgyalás során Kürten következetesen kihangsúlyozta, hogy áldozatainak megtámadásának elsődleges indítéka nem szexuális jellegű volt.
Berg és más pszichológusok egyaránt arra a következtetésre jutottak, hogy Kürten nem volt őrült, teljes mértékben képes volt kontrollálni cselekedeteit: a vizsgálatok azt mutatták, hogy Peter Kürten átlagon felül intelligens, kiváló matematikai érzékkel és fotografikus memóriával megáldott férfi, ugyanakkor agresszív, indulatok által vezérelt, szadista személyiség. A pszichiáterek úgy vélték, Kürten jogilag épelméjű és bíróság elé állhat. 

## Tárgyalása
1931. április 13-án Kürten Düsseldorfban állt bíróság elé, kilenc rendbeli gyilkosság és hét gyilkossági kísérlet vádjával, a tárgyalást dr. Rose vezette. Kürten ártatlannak vallotta magát az ellene felhozott vádakban. A biztonsága érdekében Kürtent egy vállig érő betonketrecben tartották a tárgyalás ideje alatt, amelyet kifejezetten azért építettek, hogy megvédjék őt az áldozatok jelenlévő, felbőszült és sokszor hisztérikus állapotban lévő hozzátartozóitól.
Az eljárás azzal kezdődött, hogy az ügyész felolvasta a Kürten ellen felhozott vádakat, majd elismételtették vele a letartóztatás után tett vallomását. Amikor a bíró megkérdezte miért kezdett 1929 és 1930 között ismételten gyújtogatni, Kürten azt felelte: "Amikor felébredt az emberek gyötrése iránti vágyam, felébredt bennem a dolgok felgyújtása iránti szeretetem is. A lángok izgattak, de elsősorban a tűz eloltására irányuló kétségbeesett próbálkozások látványa tetszett igazán és annak a látványa, amikor az emberek szembesültek azzal, hogy minden vagyontárgyuk elégett."
Kürten kezdetben beszámíthatatlanság helyett azt állította, csak azért vallott be mindent, hogy a felesége megkaphassa a nyomravezetőnek járó jutalmat. Néhány nappal később utasította védőügyvédjét, hogy jelentse be, hogy bűnösnek vallja magát. A bíró azon kérdésére, hogy érez-e megbánást, azt felelte: "Semmit. Soha nem volt aggodalom a lelkemben, soha nem gondoltam, hogy amit teszek, az rossz, akkor sem, ha a társadalom ezt elítéli. A vérem és az áldozataim vére kínzóim lelkén szárad. Amit elszenvedtem, kiirtott bennem minden emberi érzést. Ezért nem éreztem feléjük szánalmat." Amikor az ügyész sürgetni kezdte annak magyarázatát, miért tett vallomást, Kürten dühösen azt válaszolta: "Nem értik meg, hogy szerettem a feleségemet, és hogy még mindig szeretem? Sok rosszat követtem el, többször is hűtlen voltam hozzá. A feleségem soha nem követett el semmi rosszat. Még akkor is, amikor hallott a sok börtönbüntetésről, amelyeket letöltöttem, akkor is azt mondta: "Nem hagylak cserben, különben teljesen el fogsz veszni". Csak gondtalan öregkort szerettem volna biztosítani a feleségemnek!"
Kürten beszámíthatatlanságra való hivatkozásának ellensúlyozására az ügyészség Németország akkori öt legkiválóbb orvosát és pszichiáterét vonták be tanúskodni a tárgyaláson; valamennyiük azt állították, hogy Kürten jogilag épelméjű volt és mindig tökéletesen tudta kontrollálni érzéseit, ösztöneit és cselekedeteit. Franz Sioli professzor arról tanúskodott, hogy Kürten bűncselekményeinek tényleges motivációja az volt, hogy elérje az általa hajszolt szexuális kielégülést, és hogy ezt a kielégülést csak brutalitással, erőszakos cselekedetekkel tudta elérni. Hozzátette, hogy Kürten tudatában volt a másoknak okozott fájdalommal és keserűséggel. Dr. Karl Berg azt vallotta, hogy Kürten a gyilkosságainak és gyilkossági kísérleteiben 90 százalékban a szadizmus és csak 10 százaléka az igazságtalanság ellen bosszúvágyra vezethető vissza. Berg professzor kijelentette, hogy annak ellenére, hogy Kürten beismerte, hogy átölelte és részlegesen behatolt Maria Hahn holttestébe, és hogy spontán magömlése volt Christine Klein sírjának meglátogatása során, úgy vélte, hogy Kürten mindezek ellenére nem volt nekrofil.
Kürten tudatosságának további bizonyítékára bűncselekményeinek előre megfontolt jellegével hivatkozott az ügyész; képességére a támadás félbehagyására, ha érzi a megzavarás kockázatát, valamint a bűncselekmények részleteiről és azok időrendi részletességére hivatkozott. A tárgyalás első hetében nyilvánosságra hozták annak a két fiúnak a halálát is, akiket Kürten beismerte, hogy kilenc éves korában vízbe fojtott. Az ügyészség szerint, ezek azt bizonyították, hogy Kürten már jóval 1913 rögzített első gyilkossága előtt is gyilkolt embereket. Ezt a nézetet néhány orvos vitatta, és azt javasolták, hogy bár eredendő romlottságra utal, ezt a két halálesetet nem szabad Kürten későbbi, gyermekek által elkövetett gyilkosságaihoz hasonlítani.
A keresztkérdések után Kürten védőügyvédje, Dr. Alex Wehner vitatta ezen szakértői következtetéseket, és azzal érvelt, hogy az ügyfele által elkövetett perverziók legtöbbje az őrültséget támasztja alá. Minden orvos és pszichiáter azonban továbbra is hajthatatlan volt abban, hogy Kürten jogi értelemben véve épelméjű, és felelős a tetteiért.
Elítélése
A tárgyalás összesen tíz napig tartott. Április 22-én az esküdtszék visszavonult, meghozzák a döntést. Kilencven percen át tanácskoztak, mielőtt meghozták az ítéletet: Peter Kürtent bűnösnek találták, és kilenc rendbeli gyilkosság miatt halálra ítélték. Ezzel egyidőben bűnösnek találták hét rendbeli gyilkossági kísérlet vádjában is. Az esküdtszék nyaktiló általi halálra ítélte. A férfi érzelemmentesen vette tudomásul az ítéletet, és az utolsó szó jogán annyit mondott, hogy nem akar kifogásokat gyártani a tetteire.
Kürten nem élt a fellebbezés jogával, bár később kegyelmi kérvényt nyújtott be az igazságügyi miniszternek, aki ismert ellenzője volt a halálbüntetésnek. A kegyelmi kérvényt 1931. július 1-jén elutasították. A kegyelmi kérvény elutasítását követően Kürten engedélyt kért, hogy egy pap jelenlétében meggyónja bűneit, had írjon bocsánatkérő leveleket az áldozatok hozzátartozóinak, valamint egy utolsó búcsúlevelet feleségének, amelyben őszintén elmondja, mennyire szereti. Mindezeket a kéréseket teljesítették.

## Kivégzése
1931. július 1-jén este Kürten megkapta utolsó vacsoráját. Utolsó fogásként bécsi szeletet kért, egy üveg fehérbort és sült krumplit hozzá. Kürten megette az egész adagot, mielőtt repetát kért az ételből. A börtön személyzete teljesítette a kérését.
Július 2-án, reggel hat órakor Kürtent a kölni Klingelpütz Börtön udvarára vezették, az előkészített nyaktilóhoz. Segítség nélkül, magabiztosan sétált fel a guillotine-hoz, ahol a hóhéron kívül a börtön pszichiátere és egy pap várt rá. Röviddel azelőtt, hogy a feje a guillotine alá került, Kürten a pszichiáterhez fordult, és feltette a kérdést: "Mondja... amikor levágják a fejem, hallani fogom, akárcsak egy pillanatra is, ahogy a vér kispriccel a nyakamból?", és miután a pszichiáter biztosította, hogy igen, hozzátette: "Ez lenne az élvezet, amely véget vet minden élvezetnek.". Arra a kérdésre, hogy kíván-e mondani valamit az utolsó szó jogán, Kürten csak mosolygott, és így válaszolt: "Nem."

## Következmények
Kürten 1931-es kivégzését követően a fejét kettévágták és mumifikálták; az agyát eltávolították és törvényszéki vizsgálatoknak vetették alá, hogy megpróbálják megmagyarázni személyiségét és viselkedését. Kürten agyának vizsgálata nem mutatott rendellenességeket. A holttestén végzett boncolásból kiderült, hogy Kürten, azonkívül, hogy megnagyobbodott a csecsemőmirigye, nem szenvedett semmiféle fizikai rendellenességben.
A Düsseldorf-i vámpír esete fordulópontja volt a sorozatgyilkosok történelmének. Korábban is voltak olyan elkövetők, akiknél felfedezhető az itt látott minta, de ez volt az első eset, ahol pszichológusokat is bevontak az igazsághozatal folyamatába. Kürten volt az első, akinél nem intézték el annyival a motivációit, hogy rásütik, hogy őrült, hanem megpróbálták megérteni, hogy következtek a neveltetéséből a szadista és narcisztikus hajlamai, majd ezekből a gyilkosságai. Bár addig, hogy a bűnügyi profilozás valódi tudomány legyen, még fél évszázadot kellett várni, az alapjait itt kezdték lefektetni. Halála után Kürten fejét kipreparálták és mumifikálták.
A Dr. Karl Berg által 1930-ban és 1931-ben készült interjúk bizonyultak az első pszichológiai vizsgálatoknak, amelyet elvégeztek egy szexuális sorozatgyilkoson. Karl Berg által a Kürtennel folytatott beszélgetései alapján írta meg A szadista című könyvét, amely 1938-ban jelent meg.
Nem sokkal a második világháború után Kürten fejét az Egyesült Államokba szállították. A mumifikált fejet a Wisconsin állambeli Ripley's Belive It Or Not! múzeumban őrzik.